# Willum Þór Willumsson
Willum Þór Willumsson (* 23. října 1998) je islandský profesionální fotbalista, který hraje na pozici záložníka za anglický klub Birmingham City FC a islandský národní tým.

## Klubová kariéra

### BATE Borisov
Willum podepsal smlouvu s BATE Borisov v únoru 2019. V únoru 2022 podepsal s klubem novou půlroční smlouvu.

### Go Ahead Eagles
V červenci 2022 se připojil k Go Ahead Eagles v Eredivisie.

### Birmingham City
Dne 19. července 2024 podepsal nedávno sestupující klub do EFL League One Birmingham City s Willumssonem čtyřletou smlouvu. Poplatek nebyl zveřejněn. V základní jedenáctce debutoval v úvodním utkání sezóny, při domácí remíze 1:1 s Readingem, ale těsně po poločase opustil hřiště poté, co si způsobil problémy s kolenem.

## Reprezentační kariéra
Willumsson debutoval za islandskou fotbalovou reprezentaci 15. ledna 2019 v přátelském utkání proti Estonsku, když v 69. minutě nahradil Jóna Dagura Þorsteinssona.

## Osobní život
Willumsson je synem Willuma Þóra Þórssona, bývalého fotbalisty a manažera, současného člena islandského parlamentu a od roku 2021 islandského ministra zdravotnictví. Je bratrem dalšího fotbalisty Brynjólfura Willumssona, který hraje za Groningen.

## Statistiky

### Klubové
Platí k zápasu hranému 11. ledna 2025.
| Klub                 | Sezóna            | Liga              | Liga   | Liga | Národní pohár | Národní pohár | Ligový pohár | Ligový pohár | Kontinentální | Kontinentální | Ostatní | Ostatní | Celkově | Celkově |
| Klub                 | Sezóna            | Soutěž            | Zápasy | Góly | Zápasy        | Góly          | Zápasy       | Góly         | Zápasy        | Góly          | Zápasy  | Góly    | Zápasy  | Góly    |
| -------------------- | ----------------- | ----------------- | ------ | ---- | ------------- | ------------- | ------------ | ------------ | ------------- | ------------- | ------- | ------- | ------- | ------- |
| Breiðablik Kópavogur | 2016              | Besta deild karla | 1      | 0    | 0             | 0             | 0            | 0            | —             | —             | —       | —       | 1       | 0       |
| Breiðablik Kópavogur | 2017              | Besta deild karla | 8      | 0    | 1             | 0             | 6            | 1            | —             | —             | —       | —       | 15      | 1       |
| Breiðablik Kópavogur | 2018              | Besta deild karla | 19     | 6    | 4             | 0             | 4            | 0            | —             | —             | —       | —       | 27      | 6       |
| Breiðablik Kópavogur | Celkově           | Celkově           | 28     | 6    | 5             | 0             | 10           | 1            | 0             | 0             | 0       | 0       | 43      | 7       |
| BATE Borisov         | 2019              | Vysšaja liga      | 19     | 1    | 3             | 2             | —            | —            | 2             | 0             | —       | —       | 24      | 3       |
| BATE Borisov         | 2020              | Vysšaja liga      | 18     | 3    | 6             | 1             | —            | —            | 1             | 0             | —       | —       | 25      | 4       |
| BATE Borisov         | 2021              | Vysšaja liga      | 9      | 1    | 4             | 1             | —            | —            | —             | —             | 1       | 0       | 14      | 2       |
| BATE Borisov         | 2022              | Vysšaja liga      | 10     | 4    | 5             | 1             | —            | —            | —             | —             | 1       | 0       | 16      | 5       |
| BATE Borisov         | Celkově           | Celkově           | 56     | 9    | 18            | 5             | 0            | 0            | 3             | 0             | 2       | 0       | 79      | 14      |
| Go Ahead Eagles      | 2022/23           | Eredivisie        | 27     | 8    | 2             | 0             | —            | —            | —             | —             | —       | —       | 29      | 8       |
| Go Ahead Eagles      | 2023/24           | Eredivisie        | 31     | 7    | 2             | 0             | —            | —            | —             | —             | —       | —       | 33      | 7       |
| Go Ahead Eagles      | Celkově           | Celkově           | 58     | 15   | 4             | 0             | 0            | 0            | 0             | 0             | 0       | 0       | 62      | 15      |
| Birmingham City      | 2024/25           | EFL League One    | 22     | 5    | 2             | 1             | 1            | 0            | —             | —             | 1       | 0       | 26      | 6       |
| Celkově v kariéře    | Celkově v kariéře | Celkově v kariéře | 164    | 35   | 29            | 6             | 11           | 1            | 3             | 0             | 3       | 0       | 209     | 42      |

### Reprezentační
Platí k zápasu hranému 19. listopadu 2024.
| Národní tým | Rok     | Zápasy | Góly |
| ----------- | ------- | ------ | ---- |
| Island      | 2019    | 1      | 0    |
| Island      | 2020    | 0      | 0    |
| Island      | 2021    | 0      | 0    |
| Island      | 2022    | 0      | 0    |
| Island      | 2023    | 7      | 0    |
| Island      | 2024    | 7      | 0    |
| Celkově     | Celkově | 15     | 0    |

## Úspěchy
Individuální
- Tým měsíce Eredivisie: listopad 2023